# Ted Smallwood Store
Le Ted Smallwood Store – ou Smallwood's Trading Post – est un bâtiment commercial américain à Chokoloskee, dans le comté de Collier, en Floride. Protégé au sein du parc national des Everglades, cet édifice en bois sur pilotis est inscrit au Registre national des lieux historiques depuis le 24 juillet 1974.